# Lichtenauer Hochland
Lichtenauer Hochland este o arie protejată (arie specială de conservare — SAC, sit de importanță comunitară — SCI) din Germania întinsă pe o suprafață de 287,14 ha, integral pe uscat.

## Localizare
Centrul sitului Lichtenauer Hochland este situat la coordonatele 51°12′33″N 9°44′55″E / 51.2092°N 9.7486°E.

## Înființare
Situl Lichtenauer Hochland a fost declarat sit de importanță comunitară în iulie 2001 pentru a proteja 11 specii de animale. Situl a fost protejat și ca arie specială de conservare în martie 2008.

## Biodiversitate
Situată în ecoregiunea continentală, aria protejată conține 5 habitate naturale: Pajiști uscate seminaturale și facies de acoperire cu tufișuri pe substraturi calcaroase (Festuco-Brometalia) (* situri importante pentru orhidee), Pajiști cu Molinia pe soluri calcaroase, turboase sau argilos-nămoloase (Molinion caeruleae), Fânețe de joasă altitudine (Alopecurus pratensis, Sanguisorba officinalis), Izvoare petrifiante cu formare de travertin (Cratoneurion), Mlaștini alcaline.
La baza desemnării sitului se află mai multe specii protejate:
- păsări (8): barză neagră (Ciconia nigra), prepeliță (Coturnix coturnix), cristeiul de câmp (Crex crex), capîntortură (Jynx torquilla), sfrâncioc roșiatic (Lanius collurio), sfrâncioc mare (Lanius excubitor excubitor), ciocârlie de pădure (Lullula arborea), mărăcinar (Saxicola rubetra)
- mamifere (1): liliac comun (Myotis myotis)
- nevertebrate (2): fluturele auriu (Euphydryas aurinia), phengaris nausithous (Maculinea nausithous)

Pe lângă speciile protejate, pe teritoriul sitului au mai fost identificate 1 specie de amfibieni, 4 specii de mamifere, 33 de specii de nevertebrate, 1 specie de reptile.